# Opper-Silezisch voetbalkampioenschap 1925/26
In 1925/26 werd het vijftiende Opper-Silezisch voetbalkampioenschap gespeeld, dat georganiseerd werd door de Zuidoost-Duitse voetbalbond. Nadat de competitie van vijf reeksen naar twee reeksen herleid werd voor dit seizoen zou deze voor volgend seizoen naar één reeks herleid worden. 
VfB 1910 Gleiwitz werd kampioen en plaatste zich voor de Zuidoost-Duitse eindronde, waar de club derde werd op zeven clubs. 

## Bezirksliga

### Groep I
| Plaats | Club                              | Wed. | W  | G | V  | Saldo | Ptn   |
| ------ | --------------------------------- | ---- | -- | - | -- | ----- | ----- |
| 1.     | Beuthener SuSV 09                 | 14   | 13 | 1 | 0  | 97:17 | 27:1  |
| 2.     | SC Vorwärts 1917 Gleiwitz         | 14   | 9  | 1 | 4  | 43:22 | 19:9  |
| 3.     | Verein Oppelner Sportfreunde 1919 | 14   | 7  | 3 | 4  | 44:27 | 17:11 |
| 4.     | RV 09 Gleiwitz                    | 14   | 7  | 0 | 7  | 38:46 | 14:14 |
| 5.     | VfB 1918 Beuthen                  | 14   | 5  | 1 | 8  | 33:59 | 11:17 |
| 6.     | SV 1919 Ostrog                    | 14   | 4  | 1 | 9  | 23:52 | 9:19  |
| 7.     | Sportfreunde Preußen Konstadt     | 14   | 4  | 0 | 10 | 16:35 | 8:20  |
| 8.     | SV Guts Muths Neustadt            | 14   | 3  | 1 | 10 | 4:40  | 7:21  |

|  | Geplaatst voor finale en Bezirksliga 1926/27 |
|  | Geplaatst voor Bezirksliga 1926/27           |
|  | Trok zich terug                              |
|  | Kwalificatieronde voor Bezirksliga 1926/27   |

### Groep II
| Plaats | Club                     | Wed. | W  | G | V  | Saldo | Ptn   |
| ------ | ------------------------ | ---- | -- | - | -- | ----- | ----- |
| 1.     | VfB 1910 Gleiwitz        | 14   | 10 | 3 | 1  | 97:17 | 23:5  |
| 2.     | SC Preußen 1910 Zaborze  | 14   | 10 | 2 | 2  | 43:22 | 22:6  |
| 3.     | SV Preußen 06 Ratibor    | 14   | 9  | 1 | 4  | 44:27 | 19:9  |
| 4.     | VfR Oppeln               | 14   | 7  | 1 | 6  | 38:46 | 15:13 |
| 5.     | SVgg 03 Ratibor          | 14   | 7  | 1 | 6  | 33:59 | 15:13 |
| 6.     | BSC Wacker Beuthen       | 14   | 6  | 0 | 8  | 23:52 | 12:16 |
| 7.     | Sportfreunde 1919 Neisse | 14   | 3  | 0 | 11 | 16:35 | 6:22  |
| 8.     | SC Schlesien Neisse      | 14   | 0  | 0 | 14 | 4:40  | 0:28  |

FC Wacker Beuthen fuseerde met Beuthener SC 1922 tot BSC Wacker Beuthen.
|  | Geplaatst voor finale en Bezirksliga 1926/27 |
|  | Geplaatst voor Bezirksliga 1926/27           |
|  | Degradatie                                   |
|  | Kwalificatieronde voor Bezirksliga 1926/27   |

### Finale
Heen
|                  |                   |       |                   |         |
| 14 februari 1925 | Beuthener SuSV 09 | 2 – 3 | VfB 1910 Gleiwitz | Beuthen |
| 14 februari 1925 |                   |       |                   | Beuthen |

Terug
|                  |                   |       |                   |          |
| 21 februari 1925 | VfB 1910 Gleiwitz | 5 – 1 | Beuthener SuSV 09 | Gleiwitz |
| 21 februari 1925 |                   |       |                   | Gleiwitz |

### Kwalificatieronde
De acht clubs werden vergezeld met de kampioen van de 1. Klasse, Deichsel Hindenburg. Sportfreunde 1919 Neisse trok zich voor de start terug. 
| Plaats | Club                      | Wed. | W | G | V | Saldo    | Ptn   |
| ------ | ------------------------- | ---- | - | - | - | -------- | ----- |
| 1.     | SV 1919 Ostrog            | 7    | 5 | 1 | 1 | 19:10    | 11:03 |
| 2.     | SpVgg Deichsel Hindenburg | 7    | 4 | 2 | 1 | 18:05    | 10:04 |
| 3.     | VfB 1918 Beuthen          | 7    | 3 | 3 | 1 | 18:07    | 09:05 |
| 4.     | RV 09 Gleiwitz            | 7    | 4 | 1 | 2 | 27:15:00 | 09:05 |
| 5.     | BSC Wacker Beuthen        | 7    | 3 | 2 | 2 | 11:12    | 08:06 |
| 6.     | SpVgg Ratibor 03          | 7    | 2 | 0 | 5 | 06:16    | 04:10 |
| 7.     | VfR Oppeln                | 7    | 1 | 1 | 5 | 10:20    | 03:11 |
| 8.     | SV Guts Muths Neustadt    | 7    | 1 | 0 | 6 | 02:26    | 02:12 |

|  | Geplaatst voor Bezirksliga 1926/27 |
|  | Degradatie naar 1. Klasse          |